# Atletica leggera ai Giochi della XXXIII Olimpiade - 3000 metri siepi maschili
Ai Giochi della XXXIII Olimpiade la competizione dei  3000 metri siepi maschili si è svolta nei giorni 5 e 7 agosto 2024 presso lo Stade de France di Parigi.

## Presenze ed assenze dei campioni in carica
| Competizione         | Atleta               | Prestazione | Parigi 2024 |
| -------------------- | -------------------- | ----------- | ----------- |
| Olimpiadi 2020       | Soufiane el-Bakkali  | 8'08”90     | Presente    |
| Africani 2022        | Hailemariyam Amare   | 8'27”38     | Non qual.   |
| Commonwealth 2022    | Abraham Kibiwott     | 8'11”15     | Presente    |
| Asiatici 2022        | Avinash Sable        | 8'19”50     | Presente    |
| Panamericani 2023    | Jean-Simon Desgagnés | 8'30”14     | Presente    |
| Mondiali 2023        | Soufiane el-Bakkali  | 8'03”53     | Presente    |
| Europei 2024         | Alexis Miellet       | 8'14”01     | Presente    |
|                      |                      |             |             |
| Mondiali junior 2022 | Samuel Duguna        | 8'37"92     | Non qual.   |

Graduatoria mondiale
In base alla classifica della Federazione mondiale, i migliori atleti iscritti alla gara erano i seguenti:
| Pos. | Atleta              | Punti | Note |
| ---- | ------------------- | ----- | ---- |
| 1    | Soufiane El Bakkali | 1444  |      |
| 2    | Lamecha Girma       | 1399  |      |
| 3    | Abraham Kibiwot     | 1398  |      |

## Risultati

### Batterie
Qualificazioni: i primi cinque di ogni batteria (Q) si qualificano per la finale.

#### Batteria 1
| Posizione | Nome                | Nazionalità | Tempo   | Note |
| --------- | ------------------- | ----------- | ------- | ---- |
| 1         | Soufiane El Bakkali | Marocco     | 8'17"90 | Q    |
| 2         | Leonard Chemutai    | Uganda      | 8'18"19 | Q,   |
| 3         | Getnet Wale         | Etiopia     | 8'18"25 | Q    |
| 4         | Daniel Arce         | Spagna      | 8'18"31 | Q    |
| 5         | Ahmed Jaziri        | Tunisia     | 8'18"33 | Q,   |
| 6         | Amos Serem          | Kenya       | 8'18"41 | qR   |
| 7         | Karl Bebendorf      | Germania    | 8'20"46 |      |
| 8         | Nicolas-Marie Daru  | Francia     | 8'20"52 |      |
| 9         | Ruben Querinjean    | Lussemburgo | 8'27"97 |      |
| 10        | James Corrigan      | Stati Uniti | 8'36"67 |      |
| 11        | Yassin Bouih        | Italia      | 8'40"34 |      |
| 12        | Bilal Tabti         | Algeria     | 9'04"81 |      |

#### Batteria 2
| Posizione | Nome              | Nazionalità | Tempo   | Note |
| --------- | ----------------- | ----------- | ------- | ---- |
| 1         | Mohamed Tindouft  | Marocco     | 8'10"62 | Q,   |
| 2         | Samuel Firewu     | Etiopia     | 8'11"61 | Q    |
| 3         | Abraham Kibiwot   | Kenya       | 8'12"02 | Q    |
| 4         | Ryuji Miura       | Giappone    | 8'12"41 | Q    |
| 5         | Avinash Sable     | India       | 8'15"43 | Q    |
| 6         | Matthew Wilkinson | Stati Uniti | 8'16"82 |      |
| 7         | Nahuel Carabaña   | Andorra     | 8'19"44 |      |
| 8         | Osama Zoghlami    | Italia      | 8'20"52 |      |
| 9         | Alexis Miellet    | Francia     | 8'22"08 |      |
| 10        | Velten Schneider  | Germania    | 8'25"75 |      |
| 11        | Matthew Clarke    | Australia   | 8'49"85 |      |
|           | Tomáš Habarta     | Rep. Ceca   | dnf     |      |

#### Batteria 3
| Posizione | Nome                  | Nazionalità   | Tempo          | Note |
| --------- | --------------------- | ------------- | -------------- | ---- |
| 1         | Lamecha Girma         | Etiopia       | 8'23"89        | Q    |
| 2         | Kenneth Rooks         | Stati Uniti   | 8'24"95 (.941) | Q    |
| 3         | Simon Koech           | Kenya         | 8'24"95 (.942) | Q    |
| 4         | Mohamed Amin Jhinaoui | Tunisia       | 8'25"24        | Q    |
| 5         | Jean-Simon Desgagnés  | Canada        | 8'25"28        | Q    |
| 6         | Frederik Ruppert      | Germania      | 8'25"31        |      |
| 7         | Geordie Beamish       | Nuova Zelanda | 8'25"86        |      |
| 8         | Ryoma Aoki            | Giappone      | 8'29"03        |      |
| 9         | Louis Gilavert        | Francia       | 8'29"16        |      |
| 10        | Ben Buckingham        | Australia     | 8'32"12        |      |
| 11        | Topi Raitanen         | Finlandia     | 8'33"12        |      |
| 12        | Faid El Mostafa       | Marocco       | 8'39"48        |      |

### Finale

Video della Finale

| Record mondiale      | Saif Shaheen      | 7'53"63 | Bruxelles      | 3 settembre 2004 |
| Record olimpico      | Conseslus Kipruto | 8'03"28 | Rio de Janeiro | 17 agosto 2016   |
| Capolista stagionale | Lamecha Girma     | 8'01"63 | Stoccolma      | 2 giugno 2021    |

Mercoledì 7 agosto, ore 21:43.
| Posizione | Nome                  | Nazionalità | Tempo   | Note                                     |
| --------- | --------------------- | ----------- | ------- | ---------------------------------------- |
| Oro       | Soufiane El Bakkali   | Marocco     | 8'06"05 | Miglior prestazione personale stagionale |
| Argento   | Kenneth Rooks         | Stati Uniti | 8'06"41 | Miglior prestazione personale            |
| Bronzo    | Abraham Kibiwot       | Kenya       | 8'06"47 | Miglior prestazione personale stagionale |
| 4         | Mohamed Amin Jhinaoui | Tunisia     | 8'07"73 | Record nazionale                         |
| 5         | Ahmed Jaziri          | Tunisia     | 8'08"02 | Miglior prestazione personale            |
| 6         | Samuel Firewu         | Etiopia     | 8'08"87 |                                          |
| 7         | Simon Koech           | Kenya       | 8'09"26 | Miglior prestazione personale stagionale |
| 8         | Ryuji Miura           | Giappone    | 8'11"72 |                                          |
| 9         | Getnet Wale           | Etiopia     | 8'12"33 |                                          |
| 10        | Daniel Arce           | Spagna      | 8'13"80 |                                          |
| 11        | Avinash Sable         | India       | 8'14"18 |                                          |
| 12        | Mohamed Tindouft      | Marocco     | 8'14"82 |                                          |
| 13        | Jean-Simon Desgagnés  | Canada      | 8'19"31 |                                          |
| 14        | Amos Serem            | Kenya       | 8'19"74 |                                          |
| 15        | Leonard Chemutai      | Uganda      | 8'20"03 |                                          |
|           | Lamecha Girma         | Etiopia     | Rit.    |                                          |